# Cinemateca Broadway
La Cinemateca Broadway (en chino: 百老匯電影中心) es un cine en Yau Ma Tei, en la región administrativa especial de Hong Kong, al sur del país asiático de China, dirigido por el circuito Broadway. Situado en el jardín próspero, una urbanización privada, el cine ofrece un amplio espectro de películas más que otros cines de Hong Kong. El cine acoge cuatro salas con 640 asientos. También tiene una tienda de libros, Kubrick, que se especializa en libros sobre películas, y tiene una cafetería adyacente.